# Pachetra melaena
Pachetra melaena là một loài bướm đêm trong họ Noctuidae.